# Katalin Nemes
Katalin Nemes (nom de soltera Katalin Frieder) (Debrecen (comtat d'Hajdú-Bihar), 5 d'octubre, de 1915 - Budapest, 29 de març de 1991) pianista i professora; fou l'esposa del periodista i escriptor György Nemes, i mare del clarinetista i editor musical András Nemes, i de la professora d'anglès i traductora Anna Nemes.

## Biografia
El seu pare era empleat de banca. Des dels deu anys va estudiar amb Margit Halácsy al conservatori de la seva ciutat natal durant cinc cursos escolars. Va ser alumna d'Stefániai Imre, Béla Bartók i Imre Keéri-Szántó a l'Acadèmia de Música entre 1932 i 1937. Mentrestant, tocava el piano en una banda de saló per guanyar-se la vida. Després d'obtenir el seu diploma acadèmic, es va casar amb György Nemes el 9 de setembre de 1937.
Entre 1947 i 1949, va ensenyar a l'Acadèmia Nacional de Música, i de 1949 a 1951 a l'Escola Superior de Música de Budapest, quan va tornar a l'Acadèmia de Música com a professora, durant cinc anys com a professora ajudant, després es va convertir a la universitat, professora, ensenyant piano com a assignatura principal. Entre els seus alumnes hi havia Edit Hambalkó i Jenő Jandó.

Paral·lelament a la seva carrera docent, també va ser concertista; va tocar el concert de Pál Kadosa, István Kardos i András Mihály com a estrena. Hamvai i el seu marit estan enterrats a la mateixa caixa d'urnes al cementiri de Farkasrét [A 60-4-313].
| « | "La tia Kati era sàvia i sempre amable. No li agradaven les persones de gran vol, era senzilla. Durant els seus quaranta anys de carrera com a professora universitaria (més tard anomenat universitari), va donar classes a un total de setanta estudiants, que es van convertir en artistes i/o professors d'èxit aquí i a l'estranger. Els seus alumnes l'anomenaven tia Kati des del principi, tot i que no era la seva "tia". Fins al final de la seva vida, va romandre jove per dins i per fora, enèrgica, de bon humor i oberta. Crec que la clau del seu ensenyament va ser el seu amor per la música. Va ensenyar als seus alumnes la llengua materna de la música amb paciència, encara que estrictament, però sempre amb amor i humor". | » |

– Attila Némethy

## Premis i reconeixements
- Premi Ferenc Liszt III. grau (1962)[5]
- Treballador destacat de l'educació (1965)[6]
- Grau d'Or de l'Ordre del Mèrit del Treball (1975)[7]
- Ordre del Mèrit Quart d'abril (1985)[8]